# المرأة في القرن التاسع عشر

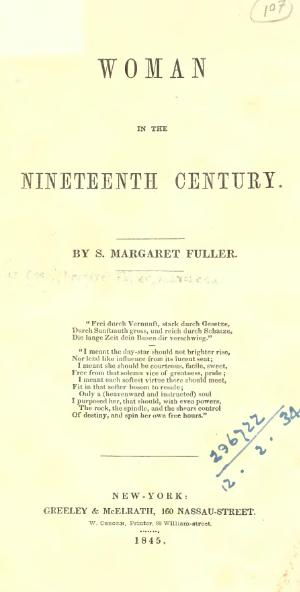
المرأة في القرن التاسع عشر 1845

المرأة في القرن التاسع عشر هو كتاب للصحفية والمحررة والمدافعة عن  حقوق المرأة مارجريت فولر، وتم نشره في يوليو عام 1843 في مجلة الديل تحت عنوان «الدعوى القضائية العظيمة. الرجل في مواجهة الرجل والمرأة في مواجهة المرأة» والتى انتشرت بعد ذلك وأعيد نشرها ككتاب عام 1845.

## خلاصة الكتاب
يعتبر الأساس لمقال فولر هو أن الإنسان سيرث الأرض عندما يصبح متحضرا متفهما لفكرة حب الإله، الفكرة التي شهدت وعيا في أنحاء العالم خلال بعض فترات التاريخ، ولكن الناس لا يدركونها الآن، ومع ذلك فإن كل فرد لديه القدرة على المعرفة.  ولا يستطيع الإنسان حاليا أن يجد الكمال لأنه مازال محاطا برغباته الأنانية. ولكن فولر عبرت عن تفاؤلها قائلة أننا على أعتاب صحوة جديدة مدعية أن الرجل في الماضى كان دائما يبحث عن المرأة مثل أورفيوس ويوريديس، ولكن سيحين الوقت قريبا وتبحث المرأة عن الرجل عندما يصبحون متساويين يتقاسمون رهن مسكنهم.
وفقا لرأي فولر فإن الفساد الذي ورثته أمريكا من أوروبا هو الذي منعها من الوصول إلى تلك المساواة وكان سببا أيضا في معاملتها السيئة للأمريكيين الأصليين والأفارقة. واقتطعت فولر جزءا من كتابات الميديون القديمة الذي يوضح كيف أن الناس جميعا متساوون ومرتبطون ببعضهم وأن من ينتهك حقوق الأخرين يتم إدانته ولكن النفاق هو الاثم الأكبر. فالإنسان يحتاج إلى ممارسة الحب الإلهي إلى جانب الشعور به، ومنهم المناهضين لعقوبة الإعدام الذين يحركهم حبهم للإنسانية ويمثل هذه المجموعة العديد من النساء.
ثم تبدأ فولر بفحص الرجل والمرأة في أمريكا واكتشفت ان البعض يعتقد ان في الزواج يكون الرجل هو عقل المنزل بينما تمثل المرأة قلبه.و تظهر المشاكل أمام القانون بسبب النظر إلى المرأة نظرة دونية مثلها مثل الأطفال ولكن ليست كالرجل. ولكن الحقيقة أن المرأة تحتاج إلى تطوير نفسها وأن تكون مثل الرجل؛ أي يجب أن يتم تعليمها الاعتماد على النفس.أما فكرة أن المساواة بين الرجل والمرأة سوف تأخذ علم اللاهوت إلى مستويات أعلى لأنها ستساعد على ملء حياة كلا من الرجل والمرأة فقد دعمها الدليل التاريخي بكون الرجال والنساء علماء لاهوت متساويين بما في ذلك المسيحية بقديسيها من الرجال والنساء. فالنساء هذه الأيام لا يحتاجن للشعر ولا للقوة حتى يشعرن بالسعادة لأنهن خضن هذان المجالان، ولكنهن يردن الحرية الدينية والعقلية مثلهن مثل الرجال.
و قسمت فولر الزاوج إلى أربعة أقسام مرتبة تصاعديا في حديثها عن انتقال الزواج في العصور الأولى بعد التوافق على توحيد الأرواح المتكافئة. النوع الأول هو «الشراكة المنزليه» وهوأكثر ملاءمة وفيه تبعية مشتركة؛ فالرجل يعول البيت والمرأة تقوم على رعايته. والنوع الثانى هو الحب الأعمى المشترك حيث يري كل طرف في الأخر الكمال الذي يغنيه عن باقي العالم. أما النوع الثالث فهو التوافق العقلي؛ وفيه يكون الرجل والمرأة صديقين متوافقين في الافكار والمشاعر ويتبادلان الثقة ولكن مع قليل من الحب. ويأتي فوق هذه الأنواع الزاواج رفيع المستوى؛ الوحدة الدينية الذي يتضمن الثلاثة أنواع الأولى متضمنا التبعية المشتركة، الحب الأعمى والاحترام.فالرجل والمرأة يشعرون بالتساوي كقاصدي نفس المزار. وألقت فولر الضوء على حياة «الخادمات المسنات» اللاتي ينظر إليهن بدونية كونهم غير متزوجات، ولكنها تقول أن لديهن الفرصة للتقرب الشديد للإله لا يملكها المتزوجون.
ثم تلقي فولر نظرة أكبر على الفرق بين الرجل والمرأة لتؤكد على أن المرأة تحتاج إلى تقوية مصادرها العقلية والروحية، موضحة أن روح الرجل والمرأة واحدة بالرغم من اختلافهم الجنسي، فالاختلاف بينهما ليس بصفاتهما الأنثوية أو الذكورية ولكنها فورقا فردية «فليس هناك رجلا متمتع بالقوة بشكلا كاملا ولا امرأة خارقة الأنوثة».
و خلاصة المقال هي قبل حدوث تلك الوحدة الحقيقية يجب أن يكون كل منهما فردا بذاته معتمدا على نفسه. ولكي تصبح المرأة ذلك الشخص على الرجل أن يرفع تأثيره المسيطر عنها، ولكن على المرأة أيضا الاعتماد على نفسها ونزع نفسها من ذلك التأثير. وتنهى فولر المقال بالتطلع ودعوة تلك المرأة التي ستعلم الاستقلالية لباقى النساء.

## تاريخ الكتابة والنشر

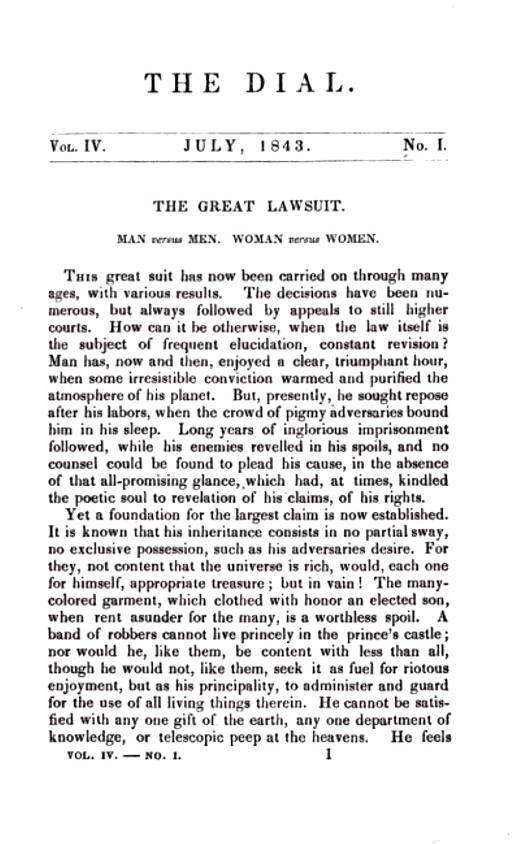
الكتاب هو امتداد لمقال " الدعوى القضائية العظمى" الذي نشرته جريدة الديل لأول مرة عام 1843

شرعت فولر في كتابة مقالها أثناء رحلتها إلى شيكاغو عام1843، بإلهام من مقال مشابه لصوفيا ريبلي. «الدعوة القضائية العظيمة: الرجل ضد الرجل والمرأة ضد المرأة» تم نشرها في البداية كسلسلة مقالات لجريدة الديل السامية التي عملت بها فولر كمحررة. وقد أعجب الناشر هوراس جريلى بها مشجعا فولر على إعادة كتابتها ككتاب كامل. وبعد الانتهاء من كتابة النسخة الموسعة تحت عنوان «المرأة في قرن التاسع عشر»، كتبت فولر إهداء إلي صديق«لقد وضعت جزاء كبيرا من نفسى فيه وكأننى اشعر أنني اختفيت الآن تاركة أثرا على الأرض». ويمثل ثلث الكتاب محتوى جديدا ساعد جريلى على نشره وأصدره كجزء من سلسة «كتب مبهجة للناس» في فبراير من عام 1845 وبيعت النسخة منه ب50 سنتا.

## التحليل
توجد العديد من الأفكار السامية في مقال فولر بناء على ولاءها الشديد للسامية. واحدة من الأفكار الأساسية هي رعاية الفرد، الذي يشمل النساء إلى جانب الرجال بالنسبة لفولر. فالمقال يطرح فكرة تنوير الفرد لكل البشرية: السماح للمرأة بالحصول على حرية فكرية وروحية أكبر سيزيد من تنوير كلا من الرجل والمرأة والبشر جميعا. «الدعو القضائية العظيمة» اشارت أيضا إلى حركة مناهضة عقوبة الإعدام. فحرية النساء كانت ضئيلة جدا مساوية لتلك التي يملكها العبيد والتي حارب ضدها العديد من الافراد في الشمال؛ رجال إلى جانب النساء. فقد دعت فولر ان يشفق الرجال على النساء وأن تستغل النساء طاقتها في المحاربة من أجل حريتهن أيضا.
و يتضمن المقال العديد من الإشارات إلي أعمال أدبية أخرى؛ تاريخية، سياسية، دينية، وفلسفية لكي توضح إلى القارئ أنها كانت كفء لكتابة المقال في عمر لم يكن يسمح لمثيلاتها فيه بتلقي تعليما جامعيا. فالمقال يعكس حياتها حيث كانت ناشطة سياية عندما كان من المتوقع من المرأة ان تكون راعية لأسرتها فقط.فقد ميزت فولر مع إميليا بلاتر، البطلة البولندية اللتوانية، امرأة جمعت حشدا أثناء ثورة نوفمبر ضد الامبراطورية الروسية.

## الميراث النقدي

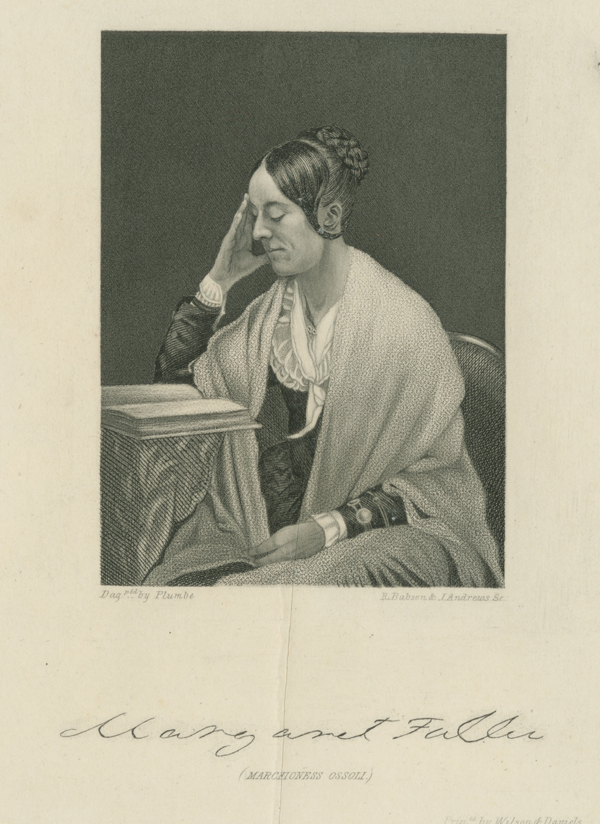
مارجريت فولر على غلاف كتابها "المرأة في القرن التاسع عشر" طبعة عام1855

في مقالها المجمع «صور تاريخية منقحة» الصادر عام 1860  وصفت كارولين هيلي دال كتاب فولر بأنه «بلا شك أفضل دراسة علمية متكاملة على الإطلاق في هذا الموضوع».  كما وصفه الناقد الأدبي إدجار آلن بو بأنه «كتاب لا يستطيع كتابته سوى عدد قليل من النساء في البلاد ولا تستطيع إحداهن نشره باستثناء الأنسة فولر» مشيرا إلى «استقلاليته» و «مذهبه الإصلاحى الكامل». ويتمعن هنري ديفيد ثورو أكثر في الكتاب  موضحا أن قوته تكمن في قدرة فولر على الحوار حيث وصفه بأنه «كتابة ارتجالية غنية وكأن القلم يتحدث بين يديها». وكتب عنه ويليام كولين برايانت في إيفيننج بوست قائلا «إن الافكار التي  يطرحها الكتاب هامة جدا  مما يجعلنا نبتهج بمعرفتنا أن كل رجل وامرأة في أمريكا قد قرأه» بالرغم من تضمنه «بعض اللغة القوية».
و يعتقد الكاتب المؤثر رافوس ويلموت جريسولد أن فولر قد خالفت مفهومه عن احتشام الأنثى مشيرا إلى الكتاب بقوله أنه «تعبير بليغ عن استياءها من كونها ولدت انثى». أما الكاتب الأمريكي ناثانيال هاوثورن فقد أصبح ناقدا لفولر بعد كتابها المرأة في القرن التاسع عشر بعد أن كان واحدا من داعميها، وكذلك حال زوجته صوفيا هاوثورن التي حضرت بعضا من جلسات فولر الحوارية في بوسطن والتي كتبت عن «المرأة في القرن التاسع عشر» قائلة:
«لقد ترك عندى انطباعا غير مقبولا، فلم تعجبنى نبرته ولا أوافقها الرأي حول تغير الظروف الخارجية للمرأة. كما أننى لا أتفق معها على الصورة التي افترضتها لشخصية الرجل فهي بالكلية صورة رديئة. لذا فإننى أعتقد أن مارجريت كشفت أشياء لم يكن من المفترض الحديث عنها».
و بعد أن أصبح كتاب «المرأة في القرن التاسع عشر» واحدا من وثائق الحركة النسوية في أميريكا فإنه يعتبر الأول من نوعه في الولايات المتحدة. ويرى الباحثون أن هذا الكتاب كان أول عمل رائد في مجال حقوق المرأة  بعد كتاب ماري وولستونكرافت  «دفاعا عن حقوق المرأة» (1792) والذي يبدأ بمقارنة بين المرأتين التي كتب عنهما جورج إليوت في مقالها «مارجريت فولر وماري وولستونكرافت» عام 1855. ولكن يظل كتاب فولر أدبيا حتى اليوم وذلك لأهمية فن الخطابة في المجال السياسي في زمنها. فالخطابة كانت تعتمد بالأساس على المؤتمرات الذكورية، أما الكتابات النسائية فكانت في عمومها أعمالا أدبية عاطفية. وكتبت ساندرا م. جوستافسون في مقالها «اختيار الوسيط: مارجريت فولر وأشكال العاطفة»، كتبت أن عظمة ما حققته فولر  ب«الدعوى القضائية العظمى» و «المرأة في القرن التاسع عشر»  هو التأكيد الطبيعة الأنثوية عن طريق الشكل والعاطفة الأنثوية بدلا من استخدام الشكل الذكوري كما فعلت بعض الخطيبات.

## وصلات خارجية
- Works by Margaret Fuller at Project Gutenberg

## اقرأ أيضا

### الأعمال الأساسية
- https://archive.org/details/womaninnineteent1845full/page/n8/mode/2up

### الأعمال الثانوية
Baym, Nina, ed. (2008). The Norton Anthology of American Literature. Shorter seventh edition. Volume 1. New York: W.W. Norton & Company. pp. 736–747. ISBN 978-0-393-93056-6.
Fuller, Margaret (1843). "The Great Lawsuit. Man versus Men. Woman versus Women.'". The Essential Margaret Fuller. New Jersey: Rutgers University Press, 1992. ISBN 0-8135-1778-8.
Gustafson, Sandra M. (March 1995). "Choosing a Medium: Margaret Fuller and the Forms of Sentiment". American Quarterly. 47 (1): 34–65. doi:10.2307/2713324.
Myerson, Joel, ed. (2000). Transcendentalism: A Reader. New York: Oxford University Press. pp. 383–427. ISBN 0-19-512212-7.